# Adolphe d'Ennery
Adolphe d'Ennery o Dennery, come talvolta viene scritto anche se il suo vero nome era Adolphe Philippe (Parigi, 17 giugno 1811 – Parigi, 26 gennaio 1899) è stato uno scrittore, drammaturgo e librettista francese.
Autore estremamente prolifico, scrisse - prevalentemente in collaborazione con altri autori - oltre cento opere per il teatro in un arco di tempo che va dal 1831 al 1887. Il suo dramma più conosciuto è Le due orfanelle, scritto nel 1874 assieme ad  Eugène Cormon, da cui gli stessi trassero un romanzo e dalla cui riduzione sono stati poi ricavati diversi film, specie al tempo del cinema muto.
Del 1875, scritta insieme a Jules Verne, è "Il giro del Mondo in 80 Giorni" commedia in un prologo e quattro atti. 
Un'altra sua opera - La Grâce de Dieu - ispirò il compositore italiano Gaetano Donizetti per l'opera lirica
Linda di Chamounix.

## Opere

### Teatro
- 1837: Le Portefeuille ou Deux familles, dramma in 5 atti, con Auguste Anicet-Bourgeois;
- 1838: Madame et Monsieur Pinchon  con Jean-François Bayard e Dumanoir;
- 1838: Pierre d'Arezzo dramma in 3 atti con Dumanoir;
- 1841: La Grâce de Dieu ou la Nouvelle Fanchon, dramma in 5 atti, con Gustave Lemoine;
- 1841: La Citerne d'Albi.  dramma in 3 atti, con Gustave Lemoine;
- 1842: Ma maîtresse et ma femme commedia-vaudeville in un atto, con Dumanoir;
- 1843: Le capitaine Roquefinette con Dumanoir;
- 1844 : La Dame de Saint-Tropez, dramma in 5 atti, con [Bourgeois;
- 1845: Marie-Jeanne ou la Femme du peuple, dramma in 5 atti e 6 quadri, con Julien de Mallian;
- 1847: Mlle Agathe, commedia-vaudeville in un atto, con Augustin Lagrange e Eugène Cormon;
- 1849: Le Juif errant, pièce de théâtre, con Eugène Sue;
- 1850: Paillasse con Marc Fournier[2].
- 1853: Le Caporal et la Payse, dramma in 5 atti, con Dumanoir;
- 1853: La Case de l'oncle Tom, dramma in 8 atti, con Dumanoir, dal romanzo di Harriet Beecher Stowe;[3]
- 1853: Les Sept Merveilles du monde, féerie in 5 atti con Eugène Grangé;[4]
- 1854: Les 500 diables féerie in 3 atti, con Dumanoir;
- 1857: L'Aveugle, dramma in 5 atti, con Anicet-Bourgeois;
- 1857: Les Chevaliers du brouillard, dramma in 5 atti e 10 quadri, con Ernest Bourget;
- 1858: Faust, dramma fantastico in 3 atti e 14 quadri, da Goethe;
- 1877: Une cause célèbre, dramma in 6 parti, con E. Cormon;
- 1880: Diana con Jules-Henri Brésil;[5]
- 1880: Michel Strogoff, dramma in 5 atti, con J. Verne, dall'omonimo romanzo;
- 1894: Le Trésor des Radjalis, pièce à grand spectacle in 5 atti e 14 quadri, con Paul Ferrier[6].

### Libretti
- 1843: Les bohémiens de Paris, dramma in 5 atti, con Eugène Grangé, musica di Amédée Artus;
- 1852: Si j'étais roi, opéra-comique in 3 atti e 4 quadri, con Jules-Henri Brésil, musica di Adolphe Adam;
- 1854: Le Muletier de Tolède, opéra-comique in 3 atti, con Louis François Clairville, musica di Adolphe Adam;
- 1854: À Clichy, épisode de la vie d'artiste, opéra-comique in 1 atto, con Eugène Grangé, musica di Adolphe Adam;
- 1855: Les lavandières de Santarem, opéra-comique in 3 atti, con Eugène Grangé, musica di François-Auguste Gevaert;
- 1862: La chatte merveilleuse, opéra-comique in 3 atti e 9 quadri, con Dumanoir, musica di Albert Grisar;
- 1868: Le Premier Jour de bonheur, opéra-comique in 3 atti, musica di Daniel Auber;
- 1869: Rêve d'amour, opéra comique in 3 atti, con E. Cormon, musica di Daniel Auber;
- 1872: Don César de Bazan, opéra-comique in 4 atti, con Jules Chantepie e Dumanoir, da Victor Hugo, musica di Jules Massenet;
- 1874: Les Deux Orphelines, dramma in 5 atti e 8 quadri, con Eugène Cormon, musica di Jean-Jacques-Joseph Debillemont;
- 1874: Le Tour du monde in quatre-vingts jours, pièce à grand spectacle in 5 atti e 15 quadri, con Jules Verne, dall'omonimo romanzo, musica di Debillemont;
- 1874: La fiancée du roi de Garbe, opéra comique in 4 atti, con Henri Chabrillat, musica di Henry Charles Litolff;
- 1878: Les enfants du Capitaine Grant, pièce in 5 atti e un prologo (13 quadri), con Jules Verne, musica di Debillemont;
- 1881: Le Tribut de Zamora, opera in 4 atti, con Jules-Henri Brésil, musica di Charles Gounod;
- 1884: La nuit aux soufflets, opéra comique in 3 atti, con Paul Ferrier, musica di Hervé;
- 1885: Le Cid, opera in 4 atti e 10 quadri, con Louis Gallet e Édouard Blau, da Pierre Corneille, musica di Jules Massenet;
- 1886: Le mari d’un jour, opéra-comique in 3 atti, con Armand Silvestre, musica di Arthur Coquard;
- 1888: L'escadron volant de la reine, opéra-comique in 3 atti, con Jules Henri Brésil, musica di Henry Charles Litolff;